# NGC 3195
NGC 3195 – mgławica planetarna znajdująca się w konstelacji Kameleona. Została odkryta 24 lutego 1835 roku przez Johna Herschela. Znajduje się w połowie odległości między gwiazdami δ a ζ Cha. Obserwacja jest możliwa przez teleskop o średnicy 10 centymetrów. Mgławica ta jest odległa około 5500 lat świetlnych od Ziemi.